# Fuck You
"Fuck You" (poznata i kao "Guess Who Batman") treći je singl skinut s drugog studijskog albuma It's Not Me, It's You britanske kantautorice Lily Allen. Kao singl je objavljena u nekolicini država.

## O pjesmi
"Fuck You" je pjesma koja je objavljena kao treći singl s albuma u Ujedinjenom Kraljevstvu. U nekim država pjesma je objavljena kao drugi singl, a u nekim uopće nije objavljena.
Originalan naziv pjesme bio je "Guess Who Batman" pa je promijenjen u "Get Wit the Brogram" te konačno "GWB".

### Kontroverznost
Lily je prilikom jednog intervjua izjavila:
Ipak, pjesma izgleda kao direktan napad na George W. Busha. Prva slova originalog naziva su ujedno i njegovi inicijali. (Gues Who Batman i George W. Bush)
U zemljama gdje je pjesma objavljena kao singl postala je veliki hit, kao u Belgiji i Švicarskoj gdje je dosegla broj jedan.

## Top ljestvice
| Top ljestvice (2009.)     | Najviša pozicija |
| ------------------------- | ---------------- |
| Austrija                  | 18               |
| Australija                | 23               |
| Belgija (Flandrija)       | 1                |
| Belgija (Valonija)        | 2                |
| Kanada                    | 37               |
| Finska                    | 4                |
| Francuska                 | 7                |
| Italija                   | 12               |
| Njemačka                  | 49               |
| Norveška                  | 4                |
| Nizozemska                | 2                |
| Švedska                   | 18               |
| Švicarska                 | 5                |
| UK                        | 153              |
| SAD (Billboard Hot 100)   | 68               |
| SAD (Hot Dance Club Play) | 4                |